# Рибшево-1
Рибшево-1— деревня в Смоленской области России, в Духовщинском районе. Население — 14 жителей (2007 год). Расположена в северной части области в 31 км к северо-западу от Духовщины , в 18 км к юго-востоку от Пржевальского. Расположена на территории национального парка Смоленское поозёрье.
Входит в состав Береснёвского сельского поселения.

## История
В 1859 году в деревне насчитывалось 15 дворов и 180 жителей . В 1943 году в районе деревни шли упорные бои с гитлеровскими войсками. Ряд частей Советской армии за проявленный героизм получили название Рибшевских.

## Экономика
Детский туристско-краеведческий лагерь «Рибшево».

## Достопримечательности
- Камень «Алатырь», недалеко от деревни являющийся историческим памятником[3].
- Скульптура на братской могиле 734 воинов Советской Армии, погибших в 1941—1943 гг.[4]

## См также
Рибшево-2.